# Düzbağ, Çağlayancerit
Bozlar là một thị trấn thuộc huyện Çağlayancerit, tỉnh Kahramanmaraş, Thổ Nhĩ Kỳ.